# 潘滔
潘 滔（はん とう、生没年不詳）は、中国西晋の政治家。字は陽仲。滎陽郡中牟県の出身。太常潘尼の甥。

## 生涯
才識があり、文学に長けていた。
始め太子洗馬に任じられ、皇太子司馬遹に仕えた。後に散騎侍郎に移った。
永康元年（300年）1月、司馬遹は皇后賈南風に偽りの罪で陥れられ、許昌宮に幽閉される事が決まった。この時、恵帝は司馬遹の見送りを禁じたが、潘滔は他の宮臣と共に伊水まで出向いて司馬遹を見送ったので、逮捕されて投獄された。だが、賈謐は自らの徳を示す為、潘滔らの罪を許して釈放した。
後に東海王司馬越に引き入れられて幕僚となり、黄門郎に任じられた。当時の人からは「司馬越府には3才があり、潘滔は大才、劉輿は長才、裴邈は清才である」と称えられた。
太安2年（303年）8月、河間王司馬顒と成都王司馬穎は朝政を主管していた長沙王司馬乂討伐の兵を挙げ、司馬顒配下の張方は洛陽を包囲した。永安元年（304年）1月、合戦は長期に渡ったので、司馬越は洛陽城内の食糧状況から司馬乂には勝ち目がないと判断し、密かに司馬乂を捕らえて洛陽の城門を開いた。だが、殿中の将兵はこれに反発して司馬乂を助け出そうとしたので、司馬越は恐れて急ぎ司馬乂を殺そうと考えたが、潘滔は「自ら手を下さずとも、障害を除こうと動く者がおります」と進言した。これを受け、司馬越は洛陽城外の張方と連絡を取り合い、張方に司馬乂を殺害させた。後に司馬に任じられた。
永嘉元年（307年）12月、司馬越は兗州を統治する撫軍将軍苟晞と義兄弟の契りを結んだが、潘滔は司馬越を諫めて「兗州は天下の要衝であり、魏武（曹操）もここから創業しました。苟晞は志が大きく、長期間兗州を任せるのは危険です。青州に移して高い官位を与えてやれば苟晞も喜ぶでしょう。公自らが兗州を治めるべきかと」と勧めると、司馬越はこれに同意した。詔と称し、司馬越は自ら兗州牧・都督兗豫司冀幽并六州諸軍事となり、苟晞を征東大将軍・開府儀同三司に任じ、仮節・侍中・都督青州諸軍事を加え、青州刺史を兼任させ、東平郡公に昇格させた。これにより、苟晞と司馬越の関係には亀裂が入った。
永康3年（309年）3月、懐帝が自らの側近である中書監繆播・太僕繆胤・散騎常侍王延・尚書何綏・太史令高堂沖らを政治の中枢に関わらせるようになると、司馬越はこれを大いに不安視した。潘滔は劉輿と共に繆播らを誅殺するよう勧め、司馬越はこれに従って繆播らに謀反の罪をでっち上げ、捕らえて処刑した。
永康4年（310年）11月、司馬越が石勒討伐の為に出征すると、潘滔は河南尹に任じられ、洛陽の政治を委ねられた。
永康5年（311年）、潘滔は尚書劉望らと共謀し、司馬越と対立していた苟晞を誣告して陥れようとした。苟晞は激怒し、上表して潘滔らを処刑するよう求め、さらに諸州に檄を飛ばして司馬越の罪を並べ立てた。懐帝もまた司馬越の専横に不満を抱いていたので、苟晞に密詔を与えて司馬越討伐を命じた。苟晞の派遣した騎兵により潘滔は捕らえられたが、夜中に隙を見つけて逃走し、洛陽に戻った。
3月、司馬越は憂憤から病に罹り、陣中で病死したが、潘滔は引き続き洛陽を抑えた。5月、洛陽では飢饉が日を追うごとにひどくなり、漢（後の前趙）の軍勢が次々と侵攻するようになったので、苟晞は上表して倉垣へ遷都するよう請うた。懐帝はこれに同意したが、公卿は潘滔の存在をみな恐れていたので、詔を奉じようとしなかったという。
6月、漢の軍勢が洛陽へ侵攻し、洛陽は陥落して懐帝は捕らわれの身となった。潘滔の生死は不明である。

## 人物
潘滔は人の才能を見抜く力が有り、また吉凶の占いにも長けていたという。王敦が幼かった頃、潘滔は「君の蜂目は既に露わとなっているが、豺声はまだ未るっていない。いずれ必ずや人を食い、また人に食われるだろう」と語ったという。